# Karen Smyers
Karen Smyers, née le 1er septembre 1961 à Corry en Pennsylvanie, est une triathlète professionnelle américaine, sept fois championne des États-Unis (1990, 1991, 1992, 1993, 1994, 1995 et 2001), triple championne panaméricaine (1991, 1993 et 1995), victorieuse de la première coupe du monde en 1991, double championne du monde (1990 et 1995), championne du monde longue distance (1996) et championne du monde d'Ironman (1995).

## Biographie

### Jeunesse
Karen Smyers est née le 1er septembre 1961 à Corry, en Pennsylvanie. Elle grandit à Wethersfield, dans le Connecticut, au sein d'une famille sportive de huit enfants (dont Donna Smyers une triathlète intronisée au Hall of Fame pour les catégories d’âges). À huit ans, elle rejoint ses frères et sœurs aînés dans l'équipe de natation de la ville, elle participe à des compétitions au lycée de Wethersfield. Après ses études, Karen intègre l'université de Princeton et nage dans l'équipe de Princeton dans le New Jersey, qui remporte les championnats de l'Est en première division de la conférence de l'Association of Intercollegiate Athletics for Women (AIAW) trois des quatre années où elle a participé. Elle attribue à la natation, le développement de ses capacités aérobiques et son esprit de compétition qui l'ont propulsée vers la réussite en triathlon.
Après avoir obtenu son diplôme d'économie à Princeton en 1983, Karen cherche un sport lui permettant de se motiver pour la compétition. Son ancienne colocataire prévoyant de participer à un triathlon, elles s'entraînèrent ensemble. Karen Smyers participe à son premier triathlon en 1984, avec son seul vélo, celui qu'elle utilise pour se rendre à son travail dans un cabinet de conseil en informatique. Cette entreprise ferme ses portes en 1985, elle décide de se lancer dans le triathlon professionnel.

### Carrière en triathlon
En 1990, elle est championne des États-Unis et championne du monde, elle finit quinze secondes devant sa dauphine la Canadienne Carol Montgomery. 
En 1995, elle marque à jamais ce sport. Elle remporte le championnat national d'élite de triathlon des États-Unis, elle est nommée triathlète de l'année par le magazine Triathlete (pour la troisième fois en cinq ans) et triathlète de l'année par le Comité olympique américain pour la deuxième année consécutive. Elle remporte l'or au triathlon des Jeux panaméricains et réalise un exploit qu'aucun autre triathlète hommes et femmes n'a en 2025 réalisé, de remporter la même année le championnat du monde de triathlon et le championnat Ironman, les deux courses les plus prestigieuses de ce sport. Elle est aidée un peu par la chance, puisque à Kailua-Kona, dans l'État d'Hawaï aux États-Unis, fief de la longue distance, Paula Newby-Fraser alors première, s'effondre près de la ligne d'arrivée.
En 1996, Karen est championne du monde longue distance à Muncie aux États-Unis, trois années plus tard elle est une seconde fois deuxième des championnats Ironman après 1994.
À partir de juin 1997, le destin s'acharne sur cette championne, la veille de son départ pour un triathlon à Monte-Carlo. Elle remplace une contre-fenêtre dans sa maison de Lincoln, dans le Massachusetts, lorsque la vitre se brise soudainement, lui entaille le derrière de la cuisse gauche si profondément qu'elle lui sectionne son muscle ischio-jambier. En convalescence,  Karen manque le reste de la saison. En août 1998, alors qu'elle termine un entraînement à vélo près de chez elle, un camion de 18 tonnes la percute. Elle chute de vélo et quitte la route, souffrant de six côtes cassées, d'une contusion pulmonaire et d'une dislocation de l'épaule au troisième degré. En novembre 1999, lors d'une course à Ixtapa, au Mexique, au sommet d'une côte, elle fait une deuxième chute douloureuse en vélo. Dans l'impossibilité d'éviter un cycliste tombé devant elle, elle chute à nouveau de vélo et se fracture la clavicule. Un mois après, on l'opère pour lui retirer une thyroïde cancéreuse et elle reviendra pourtant à la compétition avec courage, malgré ses regrets de ne pas avoir été sélectionnée au premier triathlon de l'histoire des Jeux olympiques en l'an 2000, suite à ses nombreux problèmes de santé,. 
Son dernier podium est en 2010, à l'Ironman 70.3 Steelhead de Benton Harbor dans le Michigan, une troisième place à l'âge de 49 ans derrière ses deux compatriotes Kelly Williamson et Heather Jackson.

### Vie privée
En 2016, Karen Smyers vit à Lincoln dans le Massachusetts, avec son mari le golfeur anglais Michael Geoffrey King (en). Ils ont ensemble deux enfants nées tous les deux par césariennes, Jenna née en 1998 et Casey né en 2006,.
Après sa carrière, elle entraîne la triathlète professionnelle Américaine Dede Griesbauer. Karen est intronisée au Hall of fame de la fédération des États-Unis de triathlon en 2009.

## Palmarès
Le tableau présente les résultats les plus significatifs (podium) obtenus sur le circuit national et international de triathlon depuis 1990,.
| Année | Compétition                                  | Pays        | Position           | Temps           |
| ----- | -------------------------------------------- | ----------- | ------------------ | --------------- |
| 2010  | Ironman 70.3 Steelhead                       | États-Unis  | Médaille de bronze | 4 h 29 min 25 s |
| 2007  | Ironman 70.3 Floride                         | États-Unis  | Médaille d'argent  | 4 h 34 min 6 s  |
| 2004  | Ironman 70.3 Timberman                       | États-Unis  | Médaille d'or      | 4 h 31 min 53 s |
| 2001  | Championnat des États-Unis                   | États-Unis  | Médaille d'or      | 1 h 57 min 55 s |
| 1999  | Ironman - Championnat du monde à Kailua-Kona | États-Unis  | Médaille d'argent  | 9 h 20 min 40 s |
| 1996  | Championnat du monde longue distance         | États-Unis  | Médaille d'or      | 4 h 11 min 0 s  |
| 1996  | Ironman - Championnat du monde à Kailua-Kona | États-Unis  | Médaille de bronze | 9 h 19 min 13 s |
| 1995  | Ironman - Championnat du monde à Kailua-Kona | États-Unis  | Médaille d'or      | 9 h 16 min 46 s |
| 1995  | Championnat du monde                         | Mexique     | Médaille d'or      | 2 h 4 min 58 s  |
| 1995  | Championnat des États-Unis                   | États-Unis  | Médaille d'or      | 2 h 0 min 49 s  |
| 1995  | Jeux panaméricains - Mar del Plata           | Argentine   | Médaille d'or      | 2 h 4 min 51 s  |
| 1994  | Triathlon Pro Tour - Classement Général      |             | Médaille d'or      |                 |
| 1994  | Championnat des États-Unis                   | États-Unis  | Médaille d'or      | 2 h 3 min 3 s   |
| 1994  | Ironman - Championnat du monde à Kailua-Kona | États-Unis  | Médaille d'argent  | 9 h 28 min 8 s  |
| 1994  | Championnat du monde longue distance         | France      | Médaille d'argent  | 6 h 57 min 21 s |
| 1994  | Ironman France                               | France      | Médaille d'argent  | 6 h 57 min 21 s |
| 1993  | Triathlon Pro Tour - Classement Général      |             | Médaille d'or      |                 |
| 1993  | Championnat du monde                         | Royaume-Uni | Médaille d'argent  | 2 h 7 min 48 s  |
| 1993  | Championnat des États-Unis                   | États-Unis  | Médaille d'or      | 1 h 58 min 1 s  |
| 1993  | Championnats panaméricains                   | États-Unis  | Médaille d'or      | 2 h 33 min 13 s |
| 1992  | Championnat des États-Unis                   | États-Unis  | Médaille d'or      | 2 h 8 min 12 s  |
| 1991  | Championnat des États-Unis                   | États-Unis  | Médaille d'or      | 1 h 54 min 53 s |
| 1991  | Coupe du monde - Classement Général          |             | Médaille d'or      |                 |
| 1991  | Championnats panaméricains                   | Mexique     | Médaille d'or      | 2 h 12 min 34 s |
| 1990  | Championnat du monde                         | États-Unis  | Médaille d'or      | 2 h 3 min 32 s  |
| 1990  | Championnat des États-Unis                   | États-Unis  | Médaille d'or      | 1 h 50 min 57 s |